# Береника (тракийска царица)
Вижте пояснителната страница за други личности с името Береника.
Береника е тракийска принцеса, произхождаща от Мала Азия от семейство близко до Антигон I Монофталм (382 – 301 пр.н.е.), която се омъжва за тракийския цар Севт III (331 – 305 пр.н.е.) като негова втора съпруга. Бракът е продиктуван от антилизимахова насоченост. Това става между 315 – 310 г. пр.н.е. като след смъртта на цар Севт III тя поема властта да управлява Одриското царство в регентство със синовете си Хебризелм, Садала и Садок.

## Документи за Береника
В Севтополис е открит надпис – клетва на Береника и синовете ѝ. От надписа става ясно, че Береника е съпруга на Севт III и съуправителка на Одриското Царство след смъртта му.